# Jakobov staračac
Jakobov staračac  (jakobov dragušac, Jakobov kostriš, grintava trava; lat. Jacobaea vulgaris, sin. Senecio jacobaea L.) višegodišnja je zeljasta biljka iz porodice glavočika (Asteraceae), nekada klasiificirana rodu staračac (Senecio).

## Sastojci i toksičnost
Kod akutne izloženosti, PA-ovi pri visokim dozama mogu dovesti do zatajenja jetre što može rezultirati i smrtnim ishodom. Međutim, akutna trovanja ljudi su izuzetno rijetka i slabo dokumentirana.
Pirrolizidinski alkaloidi (PA) su strukturno raznolika skupina toksikološki relevantnih sekundarnih metabolita biljaka. Trenutačno se rabe dvije analitičke metode za određivanje sadržaja PA u medu.
Jakobov staračac za poljoprivrednice i vlasnike konja zbog otrovnih dijelova predstavlja prijetnju zbog hepatotoksičnih pirolizidiskih tvari, čak i u dodiru s kožom. Sadržaj tih otrova u cvijetu je do dva puta veća nego u ostalim djelovima. Detaljno, acetil, E- i Z-Erucifoline, 21-Hydroxyintegerrimin, Integerrimin, jakobinskoj, Jacolin, Jaconin, Jacozin, retrorsine, Ridellin, senecionine, seneciphylline, Senecivernin, Spartioidin i Usaramin uključeni. Alkaloidi ostaju za razliku od mnogih drugih toksina u očuvanju na sijena ili silaže učinkovito i biti apsorbiran u ovom načinu ispaše životinja s kojima inače zapravo izbjeći gorak okus kada je svježe bilje. Čak i male doze trajno oštetiti jetru, tako da je trovanje tijekom godinama moguće. Pogotovo u konja, ali i goveda, biljka može izazvati ozbiljnu bolest i dovesti do smrti.
Moguć je ulazak u ljudski hranidbeni lanac. Prijelaz pirolizidinalkaloida u nektar i s time u med je dokazan.

## Pirolizidin alkaloidi
Pirolizidin alkaloidi (PA) prirodni su toksini koji nastaju kao sekundarni metaboliti u više od 6000 biljnih vrsta koje spadaju u porodice Boraginaceae (boražinovke), Asteraceae (glavočike) i Leguminosae (Fabaceae) (mahunarke) te se smatraju najrasprostranjenijim prirodnim toksinima. Biljke, kao što su gavez (Symphytum), lopuh (Petasites hybridum L.) i podbijel (Tussilago farfara L.), a koje sadrže PA-ove, od davnina se koriste kao hrana, dodaci prehrani ili u medicinske svrhe (kao ljekovito bilje).
Međutim, glavni problem po pitanju ljudskog zdravlja su PA-ovi koji kontaminiraju hranu koja ih prirodno ne sadrži. Najveću ulogu u trovanju hranom ljudi imaju vrste kao što su boražinovke (Heliotropium) te krotalarija (Crotalaria).
One su prisutne kao korov na poljima gdje rastu žitarice i mahunarke te se njihovo sjemenje može slučajno pomiješati s glavnim usjevom prilikom same žetve, a isti problem nastaje i s biljkama koje se koriste kao čajevi.
Upravo su čajevi označeni kao prehrambeni proizvod koji bi mogao biti glavni izvor izloženosti ovim kontaminantima.

## Vanjske poveznice
- Hrvatska agencija za hranu
- Pčelarstvo.hr  Arhivirana inačica izvorne stranice od 9. prosinca 2018. (Wayback Machine)

- Jacobaea vulgaris